# Proposizione concessiva
La proposizione concessiva è una proposizione subordinata che esprime una concessione, ovvero indica che una cosa, sia o non sia vera, non ha effetto su un'altra. È di norma introdotta da congiunzioni come malgrado, nonostante, sebbene, benché. In questi casi, la concessiva richiede l'uso del congiuntivo (Malgrado siano tutti arrivati, c'è poca gente alla festa). È l'unico caso, oltre a quello della proposizione interrogativa indiretta, che vede il condizionale seguire alla congiunzione se:
- Non andrò alla sua festa domani, anche se mi piacerebbe.

La congiunzione anche se può richiedere l'uso dell'indicativo (anche se sono tutti arrivati...), del condizionale (vedi esempio precedente) e del congiuntivo; in quest'ultimo caso si parla di proposizione concessiva ipotetica, e in alternativa ad anche se si possono usare anche altre congiunzioni, come "quand'anche": anche se avesse preso il treno, non sarebbe arrivato in tempo.
Esistono proposizioni concessive implicite, che ricorrono dunque all'uso di modi infiniti come il gerundio:
- Pur ballando male, sono andata alla festa e ho conosciuto un sacco di gente

L'enunciato corrisponde dunque anche se ballo male...
Hanno valore concessivo anche gli enunciati introdotti da indefiniti come chiunque, dovunque, comunque e simili.
Si può parlare di frase concessiva anche nel caso della proposizione principale:
- Sarà pure un calciatore preparato, ma oggi è apparso del tutto svogliato